# سيرجي جارماش
سيرجي جارماش (بالروسية: Сергей Леонидович Гармаш)‏ هو ممثل روسي (وحمل سابقاً جنسية الاتحاد السوفيتي)، ولد في 1 سبتمبر 1958 في أوكرانيا. بدأ مشواره المهني سنة 1984، ومن الجوائز التي نالها فنان الشعب الروسي وجائزة نيكا ونيشان الاستحقاق لجمهورية بولندا.

## أعمال

### أفلام
- (1989) ستالينغراد
- (2007) 12

## جوائز
- فنان الشعب الروسي
- جائزة نيكا
- نيشان الاستحقاق لجمهورية بولندا

## وصلات خارجية
- سيرجي جارماش على موقع IMDb (الإنجليزية)
- سيرجي جارماش على موقع روتن توميتوز (الإنجليزية)
- سيرجي جارماش على موقع قاعدة بيانات الأفلام العربية
- سيرجي جارماش على موقع ألو سيني (الفرنسية)
- سيرجي جارماش على موقع تيرنر كلاسيك موفيز (الإنجليزية)
- سيرجي جارماش على موقع أول موفي (الإنجليزية)
- سيرجي جارماش على موقع أول موفي (الإنجليزية)
- سيرجي جارماش على موقع قاعدة بيانات برودواي على الإنترنت (الإنجليزية)
- سيرجي جارماش على موقع قاعدة بيانات الأفلام السويدية (السويدية)
- سيرجي جارماش على موقع قاعدة بيانات الأفلام السويدية (السويدية)